# 翁達灣 (馬卡拉卡斯區)
翁達灣（西班牙語：Bahía Honda），是巴拿馬的城鎮，位於該國中南部，由洛斯桑托斯省的馬卡拉卡斯區負責管轄，面積28.1平方公里，2010年人口646，人口密度每平方公里23人。